# Falsyfikacja

Ilustracja przykładu falsyfikacji teorii płaskiej Ziemi

Falsyfikacja (łac. falsum – fałsz) – weryfikacja negatywna jako odmiana jednego z rozumowań zwanego sprawdzaniem. Termin ten rozpowszechniony został za sprawą krytycznego racjonalizmu Karla Poppera i stał się jedną z podstaw metody naukowej.
Wnioskowanie falsyfikujące przebiega według schematu modus tollendo tollens:
Przesłanki: 
1. Teoria T implikuje jednostkowe zdarzenie obserwacyjne o.
2. Zdarzenie obserwacyjne o nie zachodzi.

Wniosek: Teoria T jest fałszywa (nieadekwatna).
Wnioskowaniu temu odpowiada następujący zapis w języku rachunku zdań:
{\displaystyle [(T\Rightarrow o)\land \lnot o]\Rightarrow \lnot T}
Przykład wnioskowania według tego schematu:
Przesłanki:
1. Twierdzenie, że Ziemia jest płaskim dyskiem, implikuje, że nie da się jej okrążyć.
2. Nie jest prawdą, że nie da się okrążyć Ziemi - bo de facto wielokrotnie różni ludzie okrążyli Ziemię.

Wniosek: Ziemia nie jest płaskim dyskiem
Powyższe rozważania zakładają dodatkowo, że:
- Grawitacja działa zawsze prostopadle do dysku, czyli człowiek znajdujący się poza obrysem powierzchni dysku (np. na krawędzi) nie będzie w stanie się na nim utrzymać.
- Przemieszczanie się następuje tradycyjnymi metodami transportu.

## Falsyfikacja jako odmiana sprawdzania
Sprawdzanie – definiując za Ajdukiewiczem pojęcie – jakiegoś zdania, np. zdania „a jest b” polega na rozwiązaniu zadania, które znajduje swe słowne sformułowanie w tzw. pytaniu rozstrzygnięcia „czy a jest b?”. Rozwiązaniem jest udzielenie jednej z dwóch właściwych odpowiedzi: „a jest b” albo „a nie jest b” na podstawie stwierdzenia prawdziwości lub fałszywości pewnych następstw wyprowadzonych ze zdania „a jest b”. W związku z powyższym procedura sprawdzania nie wyznacza jednoznacznie postaci konkluzji, wyinferowanie, której zakończy proces sprawdzania.
W procesie sprawdzania wyróżnić można następujące fazy: (a) postawienie pytania rozstrzygnięcia: „czy a jest b?”; (b) wyprowadzenie  ze zdania „a jest b” jakichś następstw; (c) uznanie lub odrzucenie tych następstw.
Wnioskowanie (inferencja), prowadzące do uznania lub odrzucenia tych następstw i w sumie do uznania lub odrzucenia zdania sprawdzanego, przebiega jedną z  dwóch dróg: (1) od odrzucenia następstw do odrzucenia racji – droga dedukcyjna; (2)  od uznania następstw do uznania racji – droga dedukcyjna albo redukcyjna: (2.1.) dedukcyjna gdy następstwa są równoważne ze zdaniem sprawdzanym; (2.2.) redukcyjna gdy następstwa nie są równoważne ze zdaniem sprawdzanym.
Tak rozumiane sprawdzanie występuje w dwóch odmianach:
- sprawdzanie pozytywne, które również występuje w dwóch odmianach:
  - weryfikacji czyli potwierdzenia całkowitego
  - konfirmacji czyli potwierdzenia częściowego (przykład: „Wszystkie orbity planet są elipsami” – całkowite potwierdzenie tego zdania nie jest możliwe, nic nie wiemy ani o orbitach planet, których jeszcze nie ma, ani o orbitach planet, których już nie ma, o zdaniu tym powiemy, że jest konfirmowalne, a procedurę potwierdzenia – wskazując na orbity planet naszego układu słonecznego, czyli tylko na pewną podklasę planet – nazwiemy konfirmacją);
- sprawdzanie negatywne, które też występuje w dwóch odmianach:
  - dyskonfirmacji, czyli osłabienia mocy danego twierdzenia (przykład: „Wszystkie dziewczyny w wieku 17–19 lat mieszkające obecnie w Łodzi są dziewicami” – o zdaniu tym powiemy, że jest dyskonfirmowalne i zostało zdyskonfirmowane wskazując, że niektóre z łodzianek znajdujące się w tym przedziale wiekowym nie są dziewicami);
  - falsyfikacji, czyli wykazania fałszywości (przykład: „Wszystkie orbity planet są okręgami” – o zdaniu tym powiemy, że jest falsyfikowalne i zostało sfalsyfikowane, wskazując na orbity planet naszego układu słonecznego). (W praktyce, różnice między dyskonfirmacją a falsyfikacją są tak znikome, że bardzo często, dla obydwu procedur stosuje się określenie falsyfikacja.)
    - Nieudaną próbę falsyfikacji jakiegoś twierdzenia nazywa się niekiedy (za Popperem) koroboracją. Teoria czy hipoteza została skoroborowana w chwili gdy nie udało się wykazać jej fałszywości. O takiej teorii lub hipotezie Popper mówi, że „okazała hart” ze względu na negatywny wynik eksperymentu falsyfikującego. W stosunku do następującego twierdzenia: „Wszystkie orbity planet są elipsami”, powiedzieć możemy, że zostało skoroborowane ponieważ (mimo poszukiwań – prób falsyfikacji) nie jest znana orbita planety, która nie jest elipsą.

## Przykłady
Roszczenia o weryfikowalności i falsyfikowalności były wykorzystywane do krytykowania różnych kontrowersyjnych poglądów. Rozpatrzenie poniższych przykładów obrazuje przydatność falsyfikowalności podczas próby krytykowania teorii.

### Ekonomia
Niektórzy ekonomiści, jak ci ze szkoły austriackiej, wierzą, że makroekonomia jest empirycznie nieczuła na wnioskowanie falsyfikujące, a zatem jedynym właściwym środkiem do zrozumienia zdarzeń gospodarczych jest analiza logiczna intencji poszczególnych decydentów gospodarczych, w oparciu o prawdy fundamentalne .

### Ewolucja
Liczne przykłady potencjalnych (pośrednich) sposobów falsyfikacji teorii wspólnego pochodzenia zostały zaproponowane przez jej zwolenników. John Haldane zapytany, jakie hipotetyczne dowody mogłyby obalić teorię ewolucji, odpowiedział: kopalne szczątki królików z okresu prekambru. Richard Dawkins dodaje, że wszelkie inne współczesne zwierzęta takie jak hipopotam wystarczyłyby do jej obalenia.
Karl Popper początkowo wypowiedział się przeciwko sprawdzalności teorii doboru naturalnego, ale później odwołał swoje wcześniejsze stanowisko: „Zmieniłem zdanie na temat sprawdzalności i statusu logicznego teorii doboru naturalnego, i cieszę się, że mam okazję do odwołania”.

### Kreacjonizm
Większość krytyki wobec kreacjonizmu młodej Ziemi jest oparta na dowodach dostarczanych przez samą przyrodę, że Ziemia jest o wiele starsza niż zwolennicy kreacjonizmu twierdzą. Niektórzy kreacjoniści odpowiadają na te argumenty teorią (zwaną hipotezą Omphalos), że świat został stworzony tak, aby wyglądał na stary. Ta hipoteza nie jest falsyfikowalna, ponieważ nie ma dowodów dowodzących wieku Ziemi (ani dowolnej cechy astronomicznej), które teoretycznie nie mogłyby zostać spreparowane w trakcie aktu stworzenia.

### Historycyzm
Badania historii oraz polityki, które rzekomo przewidują przyszłe zdarzenia mają formę, która czyni je nieczułymi na wnioskowanie falsyfikacyjne oraz nieweryfikowalnymi. Historycyzm opiera się na założeniu, że dla każdego historycznie istotnego zdarzenia, istnieje prawo historyczne lub gospodarcze, które określa w jaki sposób do niego doszło. Niewykrycie prawa tłumaczącego określony fakt historyczny, nie oznacza, że ono nie istnieje. Zauważyć należy, że wydarzenie, które spełnia warunki określonego prawa nie dowodzi jego uniwersalności. Ocena takich roszczeń jest w najlepszym wypadku trudna. Na tej podstawie Popper fundamentalnie skrytykował historyzm w sensie każdej próby przewidywania historii jako z góry przesądzonej i pewnej i stwierdził, że zarówno marksizm jak i psychoanaliza nie mieszczą się w definicji nauki, chociaż obie dziedziny uzurpują prawo do nazywania się nią. Ponownie, nie oznacza to, że każda z tych teorii musi być nieprawidłowa. Popper rozważał wykorzystanie wnioskowania falsyfikowalnego do określenia, czy dane teorie są naukowe, a nie czy dane twierdzenia, które zawierają lub wspierają są prawdziwe.

### Matematyka
Część filozofów uważa, że matematyka nie jest eksperymentalnie falsyfikowalna, a tym samym zgodnie z definicją Karla Poppera nie mieści się w definicji nauki. W 1930 Gödel udowodnił, że nie istnieje zbiór aksjomatów dla matematyki, który byłby równocześnie spójny i kompletny. Karl Popper stwierdził, że większość teorii matematycznych jest, podobnie jak w fizyce i biologii, hipotetycznie-dedukcyjna: czysta matematyka dlatego okazuje się być wiele bliższa naukom przyrodniczym, których hipotezy są przypuszczeniami, niż wydawałoby się jeszcze niedawno. Jednym z wybitnych badaczy zastosowania falsyfikacji w matematyce był Imre Lakatos.
Podobnie jak wszystkie nauki formalne, matematyka nie dotyczy słuszności teorii w oparciu o empiryczne obserwacje świata, ale raczej zajmuje się teoretycznymi i abstrakcyjnymi badaniami takich tematów jak: wielkość, struktura, przestrzeń i zmiany. Metody nauk matematycznych są jednak stosowane w konstruowaniu i testowaniu modeli naukowych obserwowanej rzeczywistości. Albert Einstein napisał: Spośród wszystkich innych nauk matematyka przede wszystkim z jednego powodu cieszy się szczególnym poważaniem; jej twierdzenia są bezwzględnie pewne i niezaprzeczalne, podczas gdy twierdzenia wszystkich innych nauk są do pewnego stopnia przedmiotem sporu i wciąż narażone na obalenie wskutek odkrycia nowych faktów.

## Literatura
- Kazimierz Ajdukiewicz, Klasyfikacja rozumowań [w:] Język i poznanie, T. 2.
- Karl Popper, Logika odkrycia naukowego.